# 桓範
桓範（？—249年），字元則，沛国（治今安徽省濉溪县张孤集）人。三國時曹魏官員，有「智囊」之稱，官至大司農。高平陵之變後，被司馬懿以謀反罪族滅。

## 生平
東漢建安末年，桓範在丞相府任官。延康年間任羽林左監。曹丕稱帝後，與王象、劉劭等人共同撰寫《皇覽》。明帝時任中領軍、尚書，後遷征虜將軍、東中郎將，使持節都督青、徐諸軍事。任內與徐州刺史鄭歧有房屋糾紛，桓範意圖用使持節的職權斬殺鄭歧，被鄭歧上奏告發而免官。後遷任兗州刺史又不得意。隨後要遷任冀州牧，但桓範因為當時的鎮北將軍呂昭比他遲出仕，但現在他的職官卻比桓範高，桓範於是稱病不上任。桓範对自己的妻子仲长氏抱怨说：“我宁愿在朝中当诸卿向三公长跪，也不愿屈居于吕子展（子展为吕昭之字）之下。”妻子仲长氏则说道：“夫君之前在东方任职都督青州、徐州之时，因欲擅自斩杀徐州刺史而获罪，人们都说夫君你不会做上司，现在又羞于屈居吕昭之下，这又是不会做下属了。”桓範一听妻子的话戳中自己的要害，恼羞成怒，拿起环首刀就用刀环猛戳妻子的肚子。仲长氏当时正好怀孕，受伤流产，不久就死了。
正始年間，桓範被任命為大司農，以清廉節儉見稱。輔政的大將軍曹爽因為桓範是同鄉，所以對他特別禮待，但關係並不密切。而曹爽專政時貪圖逸樂，兄弟多次一同出遊，桓範亦有勸止，但曹爽以為無人會對他的權力有威脅，始終不聽。
正始十年（249年），發生高平陵之變，太傅司馬懿趁曹爽兄弟隨曹芳拜謁高平陵發動政變，關閉洛陽城門，並奉太后詔命桓範行中領軍事，接管中領軍曹羲的軍隊。桓範正要應命，但他的兒子以皇帝在曹爽那邊，力勸桓範投奔曹爽，桓範最終改變主意要到高平陵。出行時大司農屬官全部都勸阻桓範，但桓範不聽，在平昌門向由他舉薦的門候司蕃訛稱得到詔命而成功出城。桓範見曹爽兄弟後，勸他們帶著皇帝到許昌，以皇帝為號召要求全國其他軍事力量支援，與司馬懿對抗；又以大司農印綬擔保不會缺糧。但曹爽兄弟都不能下決定，一晚後曹爽更決心要罷官投降，以為順從地交出權力還可以繼續富裕奢華的侯爵生活，保存家族。桓範見此大哭着說：「曹子丹佳人，生汝兄弟，豚犢耳！何圖今日坐汝等族滅矣！」及後隨曹爽回到洛陽。此時司蕃供出桓範曾在出城時說司馬懿謀反，最後被控以誣告謀反之罪，按“反受其罪”之法被以谋反之罪处置送交廷尉，與曹爽等人並為一黨，一同處死，並誅滅三族。
桓範曾撮寫《漢書》中的一些記述，自己加以修改和評論後，寫成《世要論》一書。

## 门生
司蕃，桓範舉薦他为門候。高平陵之變，在平昌門向司蕃訛稱得到詔命而成功出城。桓範举着手中的版子，訛稱：“有诏书召我，卿促开门！”司蕃想要求见诏书，桓範呵止他：“卿不是我的故吏吗，怎敢这样？”于是开门。桓範出城，回头对司蕃说：“太傅谋逆，你跟着我去吧！”司蕃步行不能赶上，于是避侧。后来司蕃到鸿胪自首，具说桓範之前所说的话。